# 密碼控制器
密碼控制器（Digital Keypads、Electronic lock），為數位式門禁安全系統的零組件，一般被使用在企業、住家、隱密場所使用，一般市面上最少有10組~150組使用者碼容量，依照不同的需求選購不同的控制器，一般像比較隱密的場所，如：銀行，由於是存放金錢的地方，所以進出人員必須嚴格管制，內部人員每人都有一組屬於自己的密碼，密碼按對了才可以進入，相對的，如果銀行人員離職後，管制密碼控制器人員將離職人員的號碼刪除，預防非法入侵，其設定方式也非常容易簡單，在學習密碼控制器機器時，可以輕鬆新增或移除。

## 密碼控制器的特色與功能

### 可選配螢光按鍵設計
適合用於夜間或是燈光不足的地方。

### 防水按鍵設'
此設計可以放於大門外。

### 亂碼輸入設計
預防有人偷窺，前幾碼可以亂按，讓偷窺著摸不著頭緒。

### LED燈設計
可以清楚了解目前控制器的狀態，有紅色、黃色、綠色。

### 觸控面板設計
依照個人喜好，可以選擇按鍵式或是觸控式兩種。

### 非揮發性記憶體設計
當停電時，原本存於密碼控制器的密碼及資料不會因為斷電而流失。

## 外殼材質
目前市面上密碼控制器外殼材質有ABS、不鏽鋼面板、鋁合金三種設計。